# Лумна
Лумна (бел. Лумна) — деревня в Каменецком районе Брестской области Беларуси. Входит в состав Ряснянского сельсовета. Население — 94 человека (2019).

## География
Лумна находится на западе Беларуси, один из самых западных населённых пунктов страны. Деревня расположена в 5 км к северо-востоку от города Высокое. В километре к западу проходит граница с Польшей, деревня находится в приграничной зоне с особым порядком посещения. Деревня стоит на правом берегу реки Пульва. Местные дороги соединяет Лумну с Высоким и Оберовщиной.

## История
Фольварк Лумна впервые упоминается в письменных источниках в 1630 году, когда его владелец по прозванию Уместин продал его вместе с деревнями Клюковичи, Залипа и Такары Петру Витоновскому. Один из потомков Петра Антон Витоновский в 1774 году продал имение Яну Тельшевскому, а с 1789 года имение было в собственности земского писаря Влодки. Административно деревня входила в состав Берестейского повета Берестейского воеводства Великого княжества Литовского.
После третьего раздела Речи Посполитой (1795) Лумна в составе Российской империи, принадлежала Брестскому уезду Гродненской губернии.
В 1862 году собственником Лумны стал Винцент Высоцкий. Во второй половине XIX века он построил здесь дворянскую усадьбу, состоявшую из деревянного усадебного дома, пейзажного парка и хозпостроек. С начала XX века и до Второй мировой войны имением владела семья Вульфертов.
В 1885 году в селе было 30 дворов, 289 жителей. По переписи 1897 года деревня насчитывала 59 дворов, 356 жителей, магазин, ветряную мельницу, кузницу, корчму.
Согласно Рижскому мирному договору (1921) деревня вошла в состав межвоенной Польши, где принадлежала Брестскому повету Полесского воеводства. В 1923 году здесь было 52 двора, 241 житель. С 1939 года в составе БССР.
Во время Великой Отечественной войны на фронтах погибло 12 жителей деревни. После послевоенного переустройства границ деревня оказалась в приграничной зоне. В бывшем усадебном доме сначала размещалась пограничная комендатура, затем правление колхоза и жилой дом. Позднее здание было заброшено.

## Достопримечательности
- Остатки бывшей усадьбы Высоцких. Сохранились пребывающий в заброшенном состоянии бывший усадебный дом, фрагменты парка и хозпостройка[5]